# Barretos
Barretos este un oraș în São Paulo (SP), Brazilia.